# Kamień (Strzeczona)
Kamień (Strzeczona) (deutsch Schildberg) ist ein Weiler und ehemaliger Gutsbezirk des Dorfes Strzeczona (Stretzin) in der Woiwodschaft Pommern in Polen. Es gehört zur Gmina Debrzno (Gemeinde Schlochau) im Powiat  Człuchowski (Schlochauer Kreis).
Der Ort ist nicht zu verwechseln mit 11 weiteren Orten bzw. Ortsteilen in Polen, die denselben Namen Kamień (polnisch „Stein“) tragen.